# Soldatinnen- und Soldatenbeteiligungsgesetz
Das Soldatinnen- und Soldatenbeteiligungsgesetz (SBG) ist ein deutsches Bundesgesetz, das die Beteiligung der Soldaten der Bundeswehr durch Vertrauenspersonen, Gremien von Vertrauenspersonen und Personalvertretungen regelt. Es bestimmt das Wahlverfahren der Vertrauensperson, legt Art und Umfang ihrer Beteiligung fest und definiert die Gremien der Vertrauenspersonen.
Das Gesetz leitet sich aus § 35 Soldatengesetz ab.